# Al-Ramtha SC
El Al-Ramtha Sports Club (en árabe: نادي الرمثا الرياضي‎) es un equipo de fútbol de Jordania que juega en la Liga Premier de Jordania, la Liga de fútbol más importante del país.

## Fundación
Fue fundado en el año 1965 en la ciudad de Ramtha por jugadores del equipo Ittihad Al-Ramtha que habían descendido de categoría 1 año antes. Es uno de los equipos que ha sido contendiente por los títulos históricamente. Ha sido campeón de Liga en 2 ocasiones, la Copa la ha ganado 2 veces en 11 finales jugadas, el FA Shield en 5 ocasiones en 6 finales jugadas y 2 supercopas en 9 finales jugadas.
A nivel internacional ha participado en 5 torneos continentales, destacando en la Recopa de la AFC del año 1992 en la que llegó hasta las Semifinales.

## Palmarés
- Liga Premier de Jordania: 3

1981, 1982,  2021
- Copa de Jordania: 2

1991, 1992
- - Finalista: 11

1981, 1982, 1983, 1990, 1993, 1994, 1995, 1996, 1997,  2013,  2019
- Copa FA Shield de Jordania: 5

1989–1990, 1990–1991, 1993–1994, 1996–1997, 2001–2002
- - Finalista: 1

1983
- Supercopa de Jordania: 3

1983, 1990, 2022
- - Finalista: 7

1982, 1984, 1991, 1992, 1994, 1997, 1998

## Participación en competiciones de la AFC
- Copa de Clubes de Asia: 2 apariciones

| 1991 - Ronda clasificatoria | 2001 - Primera ronda |

- Recopa de la AFC: 2 apariciones

| 1992 - Semifinales | 1993 - Primera ronda |

- Copa de la AFC: 1 aparición

2013 -

## Jugadores destacados
- Bilal Al-Laham (retirado)
- Badran Al-Shagran (retirado)[5]
- Rateb Al-Dawud (retirado)
- Musa Watra
- Jean-Paul Késsé Mangoua
- Safwan Abdul-Ghani
- Jassim Swadi
- Mohammad Kassas
- Mawafaq Al-Ahmed
- Khaled Al Baba
- Majed Al Haj
- Jassem Al-Nuwaiji
- Bassel Al Shaar

## Entrenadores
- Edson Tavares (1987)
- Douglas Aziz (1996–97)
- Miroslav Maksimovic
- Abdel-Naser Makees
- Nazar Ashraf
- Mohammad Khaza'ali
- Adil Yousuf
- Bilal Al-Laham
- Abdel-Majeed Samara